# 田村平治
田村 平治（たむら へいじ、1905年3月3日 - 1996年2月18日）は、日本の料理人。日本料理研究会名誉師範。
福井県小浜市出身。生家は魚問屋で、14歳で京都の料亭に入門した。複数の店舗で経験を積んだのち、1932年に東京・築地の藍亭で料理長となる。1946年、築地に懐石料理店「つきぢ田村」を開店した。
料理番組や女子栄養大学の講師も務めた。
子は「つきぢ田村」二代目の田村暉昭、孫は同三代目の田村隆。

## 著書
- 『日本料理』女子栄養大学出版部<栄養と料理叢書>、1962年
- 『五味調和』主婦の友社、1985年
- 『つきぢ田村 名店の献立』柴田書店、1985年
- 『味一生』主婦の友社、1987年
- 『ぼくの板前修業 体験を通して語る仕事と料理』ポプラ社<どんぐりブックス>、1988年
- 『料理は世につれ…』（田村暉昭編）東京有名百味会、1992年

### 共編著
- 『しょうゆの本』（平野正章共編）柴田書店、1971年
- 『料理の百科 ホーム・クッキング』著者代表: 田村平治・張掌珠・田中徳三郎、小学館、1972年
- 『田村平治の会席と弁当』（田村暉昭共著）女子栄養大学出版部、1973年
- 『つきぢ田村三代の味』（田村暉昭、田村隆共著）女子栄養大学出版部<栄養と料理文庫 ナイスクッキング>、1983年
- 『御馳走読本 1　年中無休 つきぢ田村』（田村暉昭共著） 朝日出版社、1991年
- 『つきぢ田村「料理の理」（田村暉昭共著）小学館<小学館文庫>、1998年